# Praecidochondria setoensis
Praecidochondria setoensis – gatunek widłonoga z rodziny Chondracanthidae. Nazwa naukowa tego gatunku skorupiaków została opublikowana w 1975 roku przez japońskiego biologa Kunihiko Izawę.